# Diga di Ōtori
La diga di Ōtori (大鳥ダム?, Ōtori damu) è una diga ad arco-gravità in calcestruzzo sul fiume Tadami, 17 km a sud-ovest di Tadami nella prefettura di Fukushima, in Giappone. Lo scopo primario della diga è la produzione di energia idroelettrica; essa alimenta una centrale idroelettrica da 182 MW. La centrale contiene due generatori con turbine Kaplan: l'unità 1 (95 MW) fu messa in funzione il 20 novembre 1963, mentre l'unità 2 (87 MW) fu messa in funzione il 7 giugno 2003 come parte di un progetto di espansione della centrale che includeva un generatore supplementare da 200 MW presso la diga di Okutadami a monte. 
La diga è alta 83 m e lunga 188 m. Il suo invaso ha una capacità di 15.800.000 km3, di cui 5.000.000 km3 sono attivi (o "utili") per la generazione di energia elettrica. L'invaso ha un bacino irrigato di 656,9 km2 e una superficie di 89 ha. Dei due generatori, l'unità 1 ha una quota piezometrica massima effettiva di 50,8 m e l'unità 2 si pone a 48,1 m. Lo scarico di piena della diga da progetto è di 2.200 m3/s e il suo sfioratore di servizio è controllato da tre porte di Tainter.